# Vienne-en-Arthies
 Vienne-en-Arthies  es una población y comuna francesa, en la región de Isla de Francia, departamento de Valle del Oise, en el distrito de Pontoise y cantón de Magny-en-Vexin.

## Demografía
| 172 | 159 | 221 | 243 | 326 | 352 |
| Para los censos de 1962 a 1999 la población legal corresponde a la población sin duplicidades (Fuente: INSEE [Consultar]) |     |     |     |     |     |